# P/2011 FR143 Lemmon
P/2011 FR143 (Lemmon) è una cometa periodica appartenente alla famiglia delle comete gioviane. È stata scoperta il 29 marzo 2011 dall'Osservatorio di Monte Lemmon (codice internazionale G96), situato in Arizona, (Stati Uniti d'America), nel corso del programma di ricerca MLS, uno dei tre sottoprogrammi del Catalina Sky Survey, al momento della scoperta fu ritenuta un asteroide e come tale denominata 2011 FR143. La sua particolare orbita attirò l'attenzione del team del Programma T3, un programma di ricerca di comete con orbite tipiche degli asteroidi della fascia principale condotto da astrofili e astronomi: il 29 marzo 2012 due membri del team, Sergio Foglia e Luca Buzzi riuscirono ad osservare una chioma attorno all'oggetto dimostrando la natura cometaria dell'oggetto: nel frattempo sono state scoperte immagini di prescoperta risalenti al 5 marzo 2011.
Tra giugno e luglio 1968 ha avuto un incontro molto ravvicinato col pianeta Saturno.